# Alchemilla monticola
Alchemilla monticola é uma espécie de rosácea do gênero Alchemilla, pertencente à família Rosaceae.